# Anita Marx Schiffer
Anita Marx Schiffer   (Colònia, 15 de desembre de 1936 - Benidorm, 2 de gener de 2017) fou la muller del cantant Manolo Escobar.
Anita Marx es va casar el 1959 amb Manolo Escobar, sis mesos després d'haver-lo conegut a Platja d'Aro en una sala de festes pionera anomenada Fiesta quan ella era una jove turista alemanya de vacances. El 1977 van adoptar una nena, la Vanessa Garcia Marx, a qui el popular cantant va dedicar alguns dels seus famosos temes. Anita era vídua d'ençà el 24 d'octubre de 2013, quan el cantant va morir a causa d'un càncer. Anita va morir a Benidorm (Alacant) als 80 anys d'edat, a causa d'una insuficiència renal.